# دانمارک در المپیک تابستانی ۲۰۱۶
دانمارک از ۵ تا ۲۱ اوت ۲۰۱۶ در بازی‌های المپیک تابستانی ۲۰۱۶ در ریو دو ژانیرو در برزیل به رقابت پرداختند. آنها موفق به کسب ۱۵ مدال از آن دو طلا بود. این بزرگترین شمارش مدال پس از سال ۱۹۴۸ است.